# VFW VAK 191B
VFW VAK 191B (MRCA по британской классификации, «многоцелевой боевой летательный аппарат») — немецкий экспериментальный самолёт, истребитель-бомбардировщик вертикального взлёта и посадки. Программа разработки и испытаний — с 1961 по 1973 год. Заказчик — министерство обороны ФРГ. Разработан совместно ФРГ, Великобританией и Италией. Разработка велась предприятием «VFW» (Vereinigte Flugtechnische Werke) в ФРГ (генеральный подрядчик) и итальянским предприятием Fiat (главный субподрядчик проекта). Первый полёт — 20 сентября 1971 года. Программа прекращена в 1973 году. Всего выпущено три самолёта (планировалось семь — три Великобритании, три в ФРГ и один в Италии).

## Разработка. Конструкция самолёта
В 1961 году консультативный комитет НАТО выработал требования к проектированию боевого СВВП для использования в качестве истребителя-бомбардировщика. Предполагалась и возможность использования самолёта для доставки тактического ядерного оружия. Работы были начаты предприятием Focke-Wulf (с 1964 года — VFW) в 1961 году. В 1964 году итальянское предприятие Fiat присоединилось к разработке самолёта. В разработке двигателей для СВВП принимало участие британское предприятие Rolls — Royce.
Характеристики самолёта, требуемые в проектном задании, были достаточно высокими по сравнению с уже прошедшим испытания британским СВВП «Харриер». Для обеспечения таких характеристик было принято решение использовать не однодвигательную схему, как в британском СВВП, а установить на самолёт три двигателя: один подъёмно-маршевый с поворотными соплами и два подъёмных. Среди прочих причин это позволило уменьшить поперечное сечение корпуса и лобовое сопротивление от воздухозаборников.
Подъёмно-маршевый двухконтурный двигатель Роллс-Ройс/ITU RB. 193-12 располагался в центроплане. Выхлоп двигателя разводился на четыре поворотных сопла. Два подъёмных двигателя устанавливались в фюзеляже и были наклонены на двенадцать градусов к вертикали (угол мог изменяться лётчиком в некоторых пределах). Для обеспечения большей автономности самолёта при эксплуатации с полевых площадок в хвостовой части фюзеляжа располагалась вспомогательная силовая установка — газотурбинный агрегат мощностью 140 л. с.
По своей конструкции самолёт представлял собой моноплан нормальной аэродинамической схемы со стреловидным, высоко расположенным крылом. Шасси — четырёхопорное, велосипедного типа.
Для обеспечения управляемости на режиме висения была установлена система струйного управления на сжатом воздухе, отбираемом от компрессоров двигателей. Сопла системы располагались в носовой и хвостовой части фюзеляжа и на законцовках крыльев.
Лётчик располагался в одноместной кабине, оснащённой катапультным креслом, позволяющим катапультирование с малых высот висения.

## Лётные испытания
Первый прототип самолёта, VAK-191B V1, прошёл наземные испытания и совершил первый полет с использованием вертикальных режимов 20 сентября 1971 года. За первой машиной последовали ещё два самолёта.
Лётные испытания прошли в целом удачно, без лётных происшествий. Требуемых лётных характеристик, однако, достичь не удалось. По этой и по ряду других причин (в частности, выхода Италии из программы совместной разработки в 1968 году), ещё до завершения программы, в начале 1973 года министерство обороны ФРГ рекомендовало фирме «VFW-Фоккер» прекратить работы по VAK-191B. К этому времени финансовые затраты по программе превысили 450 млн марок.
Два самолёта VAK-191B были впоследствии переданы флоту США и испытывались в качестве палубных самолётов в 1974—1975 годах. Испытания (порядка 60 полётов) также прошли безаварийно, однако продолжения программа не получила.
Все три построенных самолёта переданы в авиационные музеи Германии.

## Лётно-технические характеристики
- Экипаж: 1 человек
- Длина: 16,40 м
- Размах крыльев: 6,16 м
- Высота: 4,30 м
- Площадь крыльев: 19 м²
- Вес (пустой): 5,562 кг
- Максимальный взлетный вес: 9,000 кг
- Силовая установка: 1 подъёмно-маршевый, ТРДД Rolls-Royce/MAN Turbo RB.193-12, тяга 45,2 кН; 2 подъёмных ТРД Rolls-Royce RB162-81 °F 08, тяга 26,5 кН каждый
- Максимальная скорость: 1,108 км/ч
- Дальность полёта: 400 км
- Практический потолок: 15,000 м